# Политыло, Сергей Олегович
Серге́й Оле́гович Политы́ло (укр. Сергій Олегович Політило; род. 9 января 1989, Нововолынск, Волынская область) — украинский футболист, полузащитник.

## Биография

### Клубная
Воспитанник РУФК, город Киев. В одесский «Черноморец» перешёл в ноябре 2006 года. За «моряков» провёл 5 матчей в сезоне 2007/08, больше всего играл за дубль, где провёл 25 матчей и забил 4 мяча. В «Днестр» перешёл в сентябре 2008 года, на правах аренды. Выступал под 33 номером. 21 февраля 2011 года по инициативе Политыло его контракт с «Черноморцем» был расторгнут, однако 26 февраля он вновь вернулся в расположение команды и был принят руководителями команды и одноклубниками.
1 июля 2013 стало известно о переходе Политыло в днепропетровский «Днепр». 19 февраля 2015 года Политыло был отдан в аренду в луцкую «Волынь». В январе 2016 года вернулся в «Днепр». 12 января 2017 года покинул команду в статусе свободного агента. 12 февраля 2017 года стал игроком казахстанского «Окжетпеса».
11 сентября 2018 года перешёл в донецкий «Олимпик».

### В сборной
В юношеской сборной Украины до 17 лет Сергей дебютировал 12 августа 2004 года в товарищеской игре с Болгарией (2:2). За сборную до 17 лет провёл 23 матча, за сборную до 19 лет сыграл 16 матчей и забил 1 гол.

## Достижения
«Черноморец» (Одесса)
- Финалист Кубка Украины : 2012/13

## Статистика
Данные на 28 мая 2013 года
| Клуб                | Сезон               | Чемпионат | Чемпионат | Кубок | Кубок | Еврокубки | Еврокубки | Прочие | Прочие | Всего | Всего |
| Клуб                | Сезон               | Матчи     | Голы      | Матчи | Голы  | Матчи     | Голы      | Матчи  | Голы   | Матчи | Голы  |
| ------------------- | ------------------- | --------- | --------- | ----- | ----- | --------- | --------- | ------ | ------ | ----- | ----- |
| Черноморец          | 2007/08             | 5         | 0         | 0     | 0     | 0         | 0         | -      | -      | 5     | 0     |
| Всего за Черноморец | Всего за Черноморец | 5         | 0         | 0     | 0     | 0         | 0         | 0      | 0      | 0     | 0     |
| Днестр              | 2008/09             | 12        | 1         | 1     | 0     | 0         | 0         | -      | -      | 13    | 1     |
| Всего за Днестр     | Всего за Днестр     | 12        | 1         | 1     | 0     | 0         | 0         | 0      | 0      | 13    | 1     |
| Черноморец          | 2008/09             | 8         | 0         | 0     | 0     | 0         | 0         | 0      | 0      | 8     | 0     |
| Черноморец          | 2010/11             | 31        | 3         | 1     | 0     | 0         | 0         | 0      | 0      | 32    | 3     |
| Черноморец          | 2011/12             | 27        | 1         | 3     | 0     | -         | -         | -      | -      | 30    | 1     |
| Черноморец          | 2012/13             | 28        | 3         | 4     | 1     | -         | -         | -      | -      | 32    | 4     |
| Всего за Черноморец | Всего за Черноморец | 94        | 7         | 8     | 1     | 0         | 0         | 0      | 0      | 102   | 8     |
| Всего за карьеру    | Всего за карьеру    | 111       | 8         | 9     | 1     | 0         | 0         | 0      | 0      | 120   | 9     |

- Прочие — Национальный суперкубок.